# Zličínský hřbitov
Zličínský hřbitov se nachází v Praze 5 v městské čtvrti Zličín, v ulici za Dolejšákem. Slavnostní otevření hřbitova proběhlo 31. května 1932. Předtím byli zličínští obyvatelé pochováváni v sousedních Řepích. Na hřbitově se nachází pomník obětem první světové války umístěný na zdi márnice. Hřbitov má tvar lichoběžníku. Byl zřízen na sever od centra obce za rybníkem Dolejšákem a železniční tratí směřující do Kladna.